# Mir wëlle bleiwe wat mir sinn

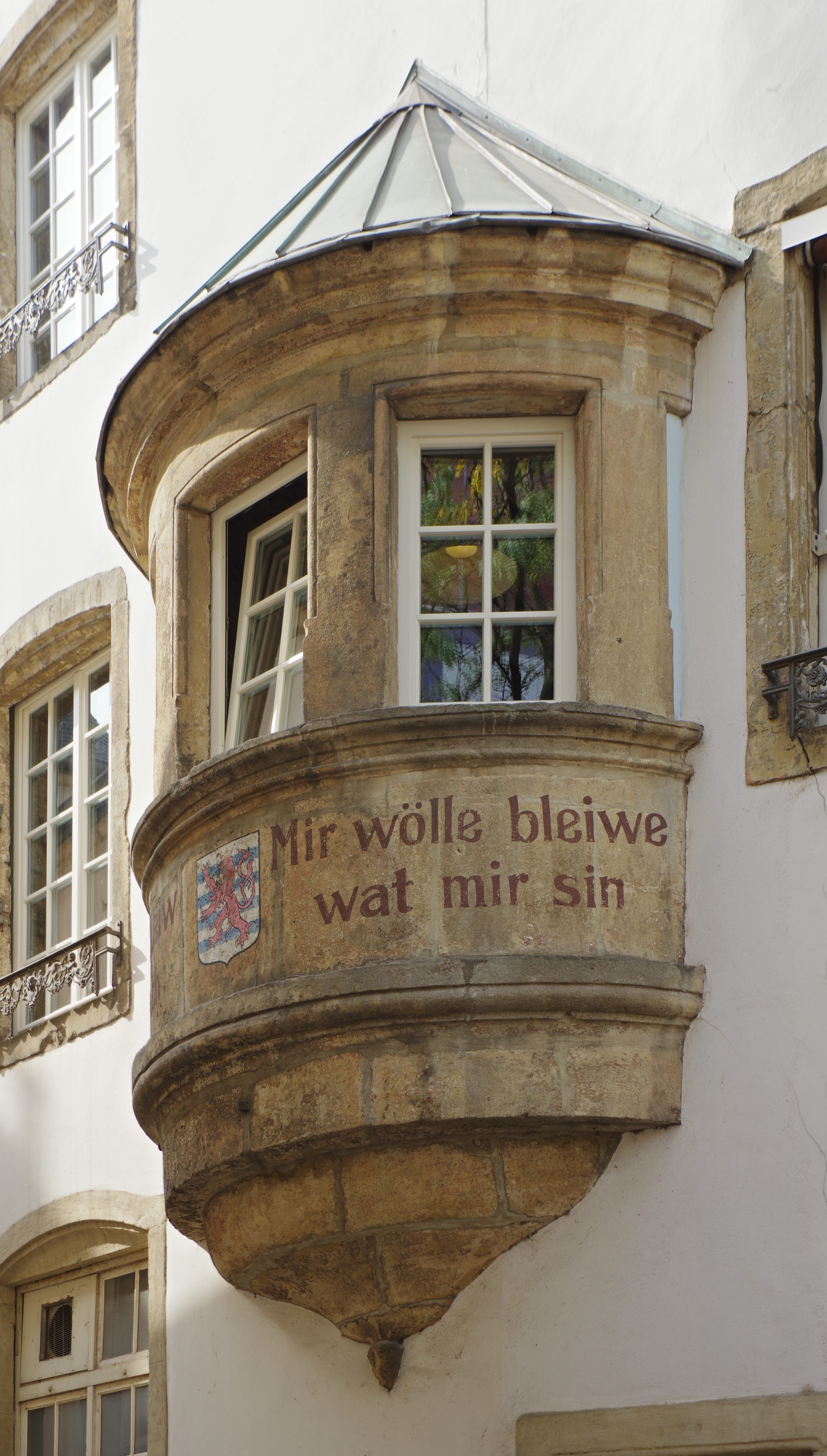
Mir wëlle bleiwe wat mir sinn escrito en una fachada de un edificio de la ciudad de Luxemburgo.

Mir wëlle bleiwe wat mir sinn, en ocasiones también escrito como Mir wölle bleiwe wat mir sin (en alemán Wir wollen bleiben, was wir sind; en francés Nous voulons rester ce que nous sommes y traducido en español como «Nosotros queremos permanecer quienes somos») es una conocida frase aparecida en la canción patriótica De Feierwon y que funciona oficiosamente como lema del Gran Ducado de Luxemburgo. 
De Feierwon fue compuesta en el año 1859 por el poeta luxemburgués Michel Lentz como tributo al comienzo del tráfico ferroviario en Luxemburgo, estrenándose en la ceremonia de inauguración de la primera estación de tren en Luxemburgo, por la cual pasaría el ferrocarril que haría el trayecto de Arlon, en Bélgica a Thionville, en Francia.
La letra de la canción decía: 
Kommt hier aus Frankräich, Belgie, Preisen,
Mir kënnen iech ons Hémecht weisen,
Frot dir no alle Säiten hin,
Mir wëlle bleiwe wat mir sin.
que en español se traduciría como: 
Vienen de Francia, Bélgica, Prusia,
Queremos mostrar nuestra patria,
Pregunte en todas las direcciones,
Nosotros queremos permanecer quienes somos.
En otra versión, se sustituyó por Mir wëlle jo keng Preise gin, es decir, «nosotros no queremos convertirnos en prusianos».